# Jack Betts
Pour les articles homonymes, voir Betts.
Jack Betts, parfois crédité sous le pseudonyme de Hunt Powers, né le 11 avril 1929 à Miami, en Floride, et mort le 19 juin 2025 à Los Osos, en Californie, est un acteur américain.
Il est notamment connu pour avoir figuré dans de nombreux westerns spaghetti puis dans des blockbusters et des séries télévisées à succès.

## Biographie
Diplômé de l'Actors Studio, Jack Betts commence sa carrière dans des séries télévisées western comme Bonanza ou Gunsmoke sous le pseudonyme de Hunt Powers. On le retrouve en 1967 aux côtés de George Hilton dans Trois salopards, une poignée d'or.
Les années 1970 marquent une période de grande activité: il figure dans des classiques du genre, tels que Django et Sartana, Nevada Kid ou L'Homme à la winchester d'or. Il incarne désormais essentiellement des seconds rôles et tourne avec de grands auteurs européens, notamment Joseph Losey avec L'Assassinat de Trotsky en 1972. 
Sa carrière connaît une période de reflux dans les années 1990, marquée par des rôles mineurs dans des films d'action, avant une participation à la série Seinfeld et au film Batman Forever en 1995. On le retrouve dans les séries Power Rangers, Les Feux de l'amour, Cold Case : Affaires classées, Friends et plus récemment Mentalist.

## Filmographie sélective

### Acteur
- 1967 : Trois salopards, une poignée d'or (La più grande rapina del West) de Maurizio Lucidi : Santo
- 1970 : Django et Sartana (Quel maledetto giorno d'inverno... Django e Sartana all'ultimo sangue) de Demofilo Fidani : Django
- 1970 : Sartana le redoutable (Inginocchiati straniero... I cadaveri non fanno ombra!) de Demofilo Fidani : Lazar Peacock, chasseur de primes
- 1971 : Macho Callaghan se déchaîne (Giù la testa... hombre!) de Demofilo Fidani : Butch Cassidy
- 1971 : Nevada Kid (Per una bara piena di dollari) de Demofilo Fidani : Tamayo
- 1972 : Caresses à domicile (A.A.A. Massaggiatrice bella presenza offresi...) de Demofilo Fidani : Enrico Graziani
- 1973 : L'Homme à la winchester d'or (Corte marziale) de Roberto Mauri
- 1993 : Bobby et Marilyn (Marilyn & Bobby: Her Final Affair) de Bradford May (téléfilm) : Directeur
- 1995 : Batman forever de Joel Schumacher : Fisherman
- 1999 : 8 millimètres de Joel Schumacher : le majordome
- 2002 : Spider-Man de Sam Raimi : Henry Balkan